# Сава Попов (писател)
Вижте пояснителната страница за други личности с името Сава Попов.
Сава Юрданов (Йорданов) Попов е български писател, журналист, създател (заедно с Илия Бешков) на вестник „Стършел“ (1940 г.) и негов главен редактор в периода 1940 – 1941. Автор е на книгите „Дяволите в зимника“, „Дядо Господ по земята“, „Прости приказки“, но най-известното му произведение е „Хитър Петър“.

## Биография
Сава Попов е роден през 1914 в село Араблар (днес Априлово), израства в село Дере (днес Долец), Поповска околия. Баща му емигрира в Америка в годината на раждането му и първите шест години от живота си той не го познава. Завършва началното училище в селото. След 1920 г. семейството се премества в София, където Сава Попов завършва прогимназия, а след това учи във Втора софийска мъжка гимназия. През 1935 г. е приет за студент в Юридическия факултет на Софийския университет, където завършва три семестъра. Взема си изпитите с добър успех, но прекъсва следването си.
Като ученик в последните класове на Втора софийска мъжка гимназия Сава Попов е сред редакторите на ученическия полумесечник „Съзнание“. Вестникът пише за българските земи и сънародници, останали извън България – в Добруджа, Македония и Тракия. Сава Попов прави интервю с Ангел Каралийчев за рубриката „Ученици интервюират известни писатели“.
Започва да публикува в пресата разкази и материали, свързани с народното творчество, събира анекдоти и притчи от различни сборници.
През 1936 г. Сава Попов участва в издаването на „Млада воля“ – вестник на младежката организация при Всебългарския съюз „Отец Паисий“. През тази втора годишнина на вестника той пише в него статии и есета: „Трем на българската историческа епика. От Момчила и Крали Марка до Караджата и Хаджи Димитра“, „Борец за свобода“ – есе за Ботев, публикувано на 2 юни, „Писма от село“, спомени от родното място.

## Творчество
Първата му книга е „Хубавицата муха“, публикувана през 1937 г., илюстрирана от художника Илия Петров. Поръчана е и издадена от Главната дирекция на народното здраве. Историята, разказана в книгата, е приказна, но има прагматична цел – да запознае децата с опасностите от разнасяне на заразни болести от мухите и да възпита в тях хигиенни навици. Възможно е задачата да му е била поверена от Младежкия червен кръст, в който Сава Попов е активен член – по това време той пише реферати, участва в събори, сътрудничи на техния вестник „Аз служа“.
През 1938 г. излиза неговата повест за деца „Дяволите в зимника“, а през 1939 г. – „Дядо Господ по земята“, и двете от издателството Т. Ф. Чипев. Автор на илюстрациите е Илия Бешков. И двете творби са посрещнати добре и от критиците, и от публиката.
По време на Втората световна война издава три детски книги: „Прости приказки“ (1943), „Тримата лакомци“ (1943) и Настрадин Ходжа и Хитър Петър. Весели приказки“, илюстратор Михаил Блек (1944). Написва и „Африкански приказки“, а Стоян Анастасов рисува илюстрации, но книгата не се издава заради трудната ситуация в края на войната и липсата на хартия.
През 1958 излиза творбата му „Хитър Петър“, с редактор Ангел Каралийчев и рисунки от Илия Бешков, за когото това са последните илюстрации. През 1965 г. е второто ѝ издание, през 1974 г. – ново издание с тираж 80 000.